# Escola del passatge Centelles
L'Escola del passatge Centelles és un edifici modernista de Barcelona que forma part de l'Inventari del Patrimoni Arquitectònic de Catalunya.

## Descripció
L'Escola del passatge Centelles està ubicada a l'illa del districte d'Eixample delimitada pels carrers Mallorca, Provença, Dos de Maig i Cartagena. El passatge connecta aquests dos últims carrers. Aquest edifici entremitgeres té la façana principal afrontada al Passatge Centelles, des de on es produeix l'accés principal.
És una construcció d'una sola planta formada asimètricament per un volum únic on s'ubiquen les aules i un volum petit al lateral esquerre per on es produeix l'accés des de l'exterior. Des d'aquest cos petit s'organitza la connexió a les aules.
El volum gran de la façana té una composició simètrica de tres grans obertures repartides equidistantment a la façana i subdividides en dues finestres cada una. Tant l'emmarcament d'aquestes obertures com el perfil que remata el sòcol són formes ondulades de tal manera que sembla un material emmotllurat inspirat en el món vegetal. Una barana calada amb ornaments de formes vegetals forma el remat de la façana principal que en la part central disposa un gran medalló. Aquest inclou l'escut de la ciutat i una frase referent a l'ús de l'equipament amb lletres tipogràficament creatives.
El volum lateral, significativament més petit, representa un contrapunt a la simetria del volum gran. De totes maneres, aquest volum disposa d'un remat curvilini que l'unifica formalment amb l'altre. La porta, com a únic element d'aquesta part, té un arc carpanell amb una inflexió a la part superior. Cal destacar l'esgrafiat modernista que es troba a sobre d'aquest arc.
El parament de la façana està fet amb un revestiment formalitzat en carreus regulars. Aquesta disposició regular i estàtica dels carreus contrasta amb les formes sinuoses dels emmarcaments i sòcol que aporten moviment a la façana.
La teulada és plana amb terrat i actualment no té cap ús.
L'edifici es considera modernista per l'estil de les decoracions i la profusió de formes curvilínies que són protagonistes de la façana.

## Història
L'actuació respon a un dels primers programes municipals per dotar de locals l'ensenyament als diferents barris de la ciutat.
Actualment és un equipament que serveis d'annex al Centre Cívic de Sagrada Família.